# HIStory: Past, Present and Future, Book I
HIStory: Past, Present and Future, Book I deveti je, dvostruki studijski album američkog glazbenika Michaela Jacksona, kojeg 1995. godine objavljuje diskografska kuća Epic.
Prvi disk, pod nazivom HIStory Begins sastoji se od Jacksonovih najvećih uspješnica odabranih iz pjevačevih zadnjih petnaest godina karijere, dok je drugi, pod nazivom HIStory Continues sadrži nove skladbe, uz iznimku "Come Together", koja je snimljena 1987. godine.
Album je svojevrsni Jacksonov povratak glazbi nakon optužbi za seksualno zlostavljanje djece 1993. g. Jackson se u većini pjesama obračunava s medijima, posebno tabloidima, dok u ostalim pjesmama govori o ekološkoj svijesti, pohlepi i nepravdi u društvu, izolaciji i ostalim nevoljama koje je u životu proživio, poput teškog djetinjstva.
Album je naišao na kontroverze u vezi antisemizma u pjesmi “They Don't Care About Us”, što je Jackson mnogo puta demantirao, no nakon sudskog spora morao je presnimiti tekst. R. Kelly je pak optužen za plagiranje pjesme “You Are Not Alone”. 2007. je proglašena plagijatom i nakon toga je Belgija zabranila puštanje pjesme na radio-postajama.
HIStory se prodao u preko 20 milijuna primjeraka (40 milijuna diskova) širom svijeta, što ga čini najprodavaniji dvostrukim albumom svih vremena, a također je drugi Jacksonov album, iza Thrillera po intenzitetu prodaje. Album je debitirao na prvom mjestu Billboard 200 prodavši više od 391.000 primjeraka u prvom tjednu, te je osvojio jednog Grammya, u kategoriji za najbolji glazbeni video - "Scream". Prvi disk koji sadrži najveće uspješnice, 2001. godine ponovno je objavljen na jednom CD-u, pod nazivom Greatest Hits: HIStory, Vol. 1.

## Recenzije
Album je bio uglavnom dobro prihvaćen, iako inferiorniji od prethodnih upravo zbog atmosfere paranoje. Jackson uvjerljivo iskazuje ljutnju, sirovitost i emocionalnost, otkrivajući rastrošenost, rastrganost i djelomično paranoidnost prema ljudima koji su ga pokušali poniziti i uništiti mu karijeru.

## Top ljestvica
| Ljestvica              | Pozicija | Certifikat     | Prodaja      |
| ---------------------- | -------- | -------------- | ------------ |
| Argentina              |          | Platinasti     | 200.000      |
| Australija             | 1        | 8× platinasti  | 560.000      |
| Austrija               | 2        | 2× platinasti  | 80.000       |
| Belgija                | 1        |                |              |
| Kanada                 |          | 5× platinasti  | 500.000      |
| Europa                 |          | 6× platinasti  | 6 milijuna   |
| Finska                 | 3        | Platinasti     | 61.352       |
| Francuska              | 1        | Dijamantski    | 1 milijun    |
| Njemačka               | 1        | 3× platinasti  | 1.5 milijun  |
| Nizozemska             | 1        | 3× platinasti  | 240.000      |
| Novi Zeland            | 1        | 10× platinasti | 150.000      |
| Norveška               | 1        | Platinasti     | 40.000       |
| Švedska                | 3        | Platinasti     | 60.000       |
| Švicarska              | 1        | 3× platinasti  | 150.000      |
| Ujedinjeno Kraljevstvo | 1        | 4× platinasti  | 1.2 milijuna |
| Sjedinjene Države      | 1        | 7× platinasti  | 3.5 milijuna |

## Popis pjesama

### HIStory Begins (Disk 1)
Sve pjesme napisao je Michael Jackson, osim gdje je drugačije naznačeno.
1. "Billie Jean" - 4:54
2. "The Way You Make Me Feel" - 4:57
3. "Black or White" (Jackson/Bill Bottrell) - 4:15
4. "Rock with You" (Rod Temperton) - 3:40
5. "She's out of My Life" (Tom Bahler) - 3:38
6. "Bad" - 4:07
7. "I Just Can't Stop Loving You" - 4:12
8. "Man in the Mirror" (Glen Ballard/Siedah Garrett) - 5:19
9. "Thriller" (Temperton) - 5:57
10. "Beat It" - 4:18
11. "The Girl is Mine" (duet, Paul McCartney) - 3:41
12. "Remember the Time" (Jackson/Teddy Riley/Bernard Belle) - 4:00
13. "Don't Stop 'til You Get Enough" - 6:02
14. "Wanna Be Startin' Somethin'" - 6:02
15. "Heal the World" - 6:24

### HIStory Continues (Disk 2)
Sve pjesme napisao je Michael Jackson, osim gdje je drugačije naznačeno.
1. "Scream" (duet, Janet Jackson) (Harris/Lewis/Jackson/Jackson/Giancarlo Dittamo) - 4:38
2. "They Don't Care About Us" - 4:44
3. "Stranger in Moscow" - 5:44
4. "This Time Around" (zajedno sa sastavom The Notorious B.I.G.) (René Moore/Dallas Austin/Bruce Swedien/Jackson/Wallace) - 4:20
5. "Earth Song" - 6:46
6. "D.S." (feat. Slash) - 4:49
7. "Money" - 4:41
8. "Come Together" (John Lennon/Paul McCartney) - 4:02
9. "You Are Not Alone" (R. Kelly) - 5:45
10. "Scream/Childhood" - 4:28
11. "Tabloid Junkie" (Harris/Lewis/Jackson) - 4:32
12. "2 Bad" (feat. Shaquille O'Neal) (Harris/Lewis/Jackson/O'Neal) - 4:49
13. "HIStory" (Harris/Lewis/Jackson) - 6:37
14. "Little Susie" - 6:13
15. "Smile" (Charlie Chaplin) - 4:56

## Impresum

### Produkcija skladbi
- "Scream" - producenti Jimmy Jam, Terry Lewis, Michael Jackson i Janet Jackson
- "They Don't Care About Us", "Stranger in Moscow", "D.S.", "Money" i "Little Susie" - producent Michael Jackson
- "This Time Around" - producenti Dallas Austin i Michael Jackson, ko-producenti Bruce Swedien i Rene
- "Earth Song" - producenti Michael Jackson i David Foster, ko-producent Bill Bottrell
- "Come Together" produced by Michael Jackson and Bill Bottrell
- "You Are Not Alone" - producenti R. Kelly i Michael Jackson
- "Childhood" i "Smile" - producenti by Michael Jackson i David Foster
- "Tabloid Junkie" i "History" - producenti by Michael Jackson i Jimmy Jam i Terry Lewis
- "2 Bad" - producenti Michael Jackson, Jimmy Jam i Terry Lewis, Bruce Swedien i Rene

### Album (izvođači i produkcija)
- Prvi i prateći vokali: Michael Jackson
- Prateći vokali: Zedric Williams, James Ingram, Siedah Garrett, Andrae i Sandra Crouch i the Andrae Crouch Singers; Carol Dennis, Jackie Gouche, Gloria Estefan i Linda McCrary
- Djeca solisti:
  - "HIStory": Leah Frazier
  - "Little Susie": Markita Prescott
- Rap izvedba: R. Kelly, Boyz II Men: Nathan Morris, Wanya Morris, Shawn Stockman, Michael McCary; The Notorious B.I.G. i Shaquille O'Neal
- Aražman: Michael Jackson, Jimmy Jam and Terry Lewis, Dallas Austin, Bruce Swedien, R. Kelly, Rene, Jeremy Lubbock, Brad Buxer i Johnny Mandel
- Aražman vokala: Michael Jackson, Janet Jackson, Jimmy Jam i Terry Lewis
- Aražman orkestra: David Foster, Elmer Bernstein i Bill Ross
- Aražman žičanih instrumenata: Michael Jackson
- Aražman klavijatura: Michael Jackson
- Dirigent orkestra: Jeremy Lubbock
- Aranžman roga: Michael Jackson i Jerry Hey
- Piano: David Paich i John Barnes
- Klavijature i sintisajzer: Randy Kerber, Jimmy Jam, Terry Lewis, David Foster, Steve "Yada" Porcaro, David Paich, Bill Bottrell, Dallas Austin, Glen Ballard, Rene, Brad Buxer, Simon Franglen, Greg Phillinganes, Lafayette Carthon, Michael Boddicker, Chuck Wild, Rob Arbitter, Gary Adante, John Barnes i Randy Waldman
- Programiranje sintisajzera: Jimmy Jam and Terry Lewis, Simon Franglen, Steve Porcaro, Brad Buxer, Peter Mokran, Michael Boddicker, Chuck Wild, Andrew Scheps, Rick Sheppard, Rob Hoffman, Bobby Brooks, Jeff Bova, Chris Palmero, Jason Miles, Arnie Schulze i Gregg Mangiafico
- Programiranje bubnjeva: Jimmy Jam and Terry Lewis, Peter Mokran i Andrew Scheps
- Programiranje synclaviera: Andrew Scheps i Simon Franglen
- Gitare: Eddie Van Halen, Slash, David Williams, Larry Clayton, Dean Parks, Eric Gale, Tim Pierce, Dann Huff, Paul Jackson Jr., Steve Lukather, Bill Bottrell, Jeff Mirinow, Rob Hoffman, Jen Leigh i Trevor Rabin
- Bubnjevi: Ndugu Chancler, Jeff Porcaro, John Robinson i Bryan Loren
- Udaraljke: Michael Jackson, Ollie E. Brown, Jimmy Jam and Terry Lewis, Bill Bottrell, Buddy Williams, Bruce Swedien, Simon Franglen, Rene, Chuck Wild, Paulinho Da Costa, Nannette Fortier i Bobby Brooks
- Bas gitara: Steve Lukather, Colin Wolfe, Louis Johnson, Nathan East, Terry Jackson, Doug Grigsby and Guy Pratt
- Bas sintisajzer: Bryan Loren
- Rog: Larry Williams, Jerry Hey, Gary Grant, William Reichenbach i Kim Hutchcroft

### Produkcija
- Izvršni producent: Michael Jackson
- Snimatelj i miks: Bruce Swedien
- Dodatno snimanje i miks: Eddie De Lena, Steve Hodge and W.J.R.
- Tehnički direktor: Matt Forger i Brad Sundberg
- Koordinacija produkcije: Rachel Smith
- Mastered: Bernie Grundman
- Kompijutorsko programiranje i asistent tehničkog direktora: Craig Johnson
- Dodatno programiranje sintisajzera i sound dizajn: Michael Boddicker, Chuck Wild, Scott Pittinsky, Bobby Brooks, Roberta Swedien i Darry Ross